# Seznam nemških atletov
Seznam nemških atletov.

## A
- Arthur Abele
- Rosemarie Ackermann

## B
- Udo Beyer
- Klaus-Dieter Bieler
- Britta Bilač (r. Vörös) (nemško-slovenska)

## C
- Hyazinth Graf Strachwitz von Gross-Zauche und Camminetz
- Waldemar Cierpinski
- Shanice Craft
- Esther Cremer

## D
- Rolf Danneberg
- Manuela Derr
- Alfred Dompert
- Heike Drechsler

## E
- Danny Ecker
- Annelie Ehrhardt

## F
- Petra Felke
- Tilly Fleischer
- Birgit Friedmann
- Ariane Friedrich
- Ruth Fuchs

## G
- Ines Geipel

## H
- Jürgen Haase
- Rebekka Haase
- Gotthard Handrick
- Rudolf Harbig
- Robert Harting
- Armin Hary
- Betty Heidler
- Heike Henkel
- Boris Henry
- Nadine Hildebrand
- Fredy Hirsch
- Gunhild Hoffmeister
- Andreas Hofmann
- Franz-Peter Hofmeister
- Uwe Hohn
- Raphael Holzdeppe
- Christin Hussong

## I
- Edgar Itt

## J
- Evelin Jahl
- Marie-Laurence Jungfleisch

## K
- Bianca Kappler
- Kai Kazmirek
- Kathrin Klaas
- Konstanze Klosterhalfen
- Ursula Knab
- Sven Knipphals
- Marita Koch
- Katrin Krabbe
- Kevin Kranz
- Gesa Felicitas Krause
- Andreas Krieger
- Hansjörg Kunze

## L
- Martin Lauer (Karl Martin Lauer)
- Wilhelm Leichum
- Tim Lobinger

## M
- Gisela Mauermayer
- Malaika Mihambo
- Katharina Molitor
- Petra Müller
- Romy Müller (Schneider-Müler)

## N
- Ulrike Nasse-Meyfarth
- André Niklaus

## O
- Christina Obergföll
- Eike Onnen
- Björn Otto

## P
- Dirk-Achim Pajonk
- Grimm Pollak

## R
- Lina Radke
- Dora Ratjen
- Christian Reif
- Silke Renk
- Annegret Richter
- Lars Riedel
- Karl-Hans Riehm
- Birgit Rockmeier
- Thomas Röhler
- Cindy Roleder
- Lisa Ryzih

## S
- Johanna Schaller-Klier
- Hans Scheele
- Alica Megan Schmidt
- Romy Schneider-Müller
- Christina Schwanitz
- Ilona Slupianek (tudi Schoknecht in Briesenick)
- Silke Spiegelburg
- Linda Stahl
- Renate Stecher
- Gerhard Stöck
- David Storl
- Jana Sussmann

## T
- Ulf Timmermann

## V
- Johannes Vetter

## W
- Anita Weiß
- Liane Winter
- Sigrun Wodars
- Hans Woellke
- Brigitte Wujak
- Ilke Wyludda

## Z
- Elfi Zinn
- Matthias de Zordo